# Les Baux-de-Provence
Les Baux-de-Provence ist ein südfranzösischer Ort und eine Gemeinde (commune) mit 262 Einwohnern (Stand 1. Januar 2022) im Département Bouches-du-Rhône in der Region Provence-Alpes-Côte d’Azur.
Der Ort wird von einer Burgruine beherrscht, die der Fläche nach eine der größten Frankreichs ist; er ist als eines der schönsten Dörfer Frankreichs (Les plus beaux villages de France) klassifiziert.

## Lage
Les Baux-de-Provence (Baux entstammt dem provenzalischen Wort Baou, was so viel wie ‚schroffe Felsen‘ bedeutet) liegt am Südhang der Alpilles in der historischen Region Provence ca. 19 km (Fahrtstrecke) nordöstlich von Arles auf einem ca. 220 m hohen Plateau, das die Umgebung deutlich überragt. Die Hochfläche misst etwa 800 × 200 Meter. Das Gemeindegebiet gehört zum Regionalen Naturpark Alpilles.

## Bevölkerungsentwicklung
| Jahr      | 1800 | 1851 | 1901 | 1954 | 1999 | 2013 |
| --------- | ---- | ---- | ---- | ---- | ---- | ---- |
| Einwohner | 394  | 431  | 355  | 180  | 434  | 450  |

Noch im 18. Jahrhundert hatte Les Baux 3000 bis 4000 Einwohner. In der Zeit der Französischen Revolution ging die Einwohnerzahl drastisch zurück.

## Wirtschaft und Tourismus
Der stark entwickelte Fremdenverkehr stellt heute für einen guten Teil der lokalen Bevölkerung die Existenzgrundlage dar. Aber auch das Kunstgewerbe ist gut vertreten und lockt sowohl Akteure wie auch Kunden an. Der historische Ortskern wird fast ausschließlich touristisch genutzt – nur noch wenige Menschen sind dort ansässig.
Zwei landwirtschaftliche Produkte der Umgebung dürfen offiziell die Herkunftsbezeichnung der Gemeinde tragen. Der Wein vom Südrand der Alpilles darf als Les Baux-de-Provence AOC oder als Coteaux d’Aix-en-Provence vermarktet werden und dieselbe Gegend gilt unter Feinschmeckern inzwischen als eine vorzügliche Lage für die Gewinnung von Olivenöl.

## Bauxit
Im Jahr 1822 wurde die Bedeutung eines bei Les Baux gefundenen braun-violetten Minerals entdeckt, das als Bauxit bekannt wurde. Es enthält eine Aluminiumverbindung, aus der durch Elektrolyse reines metallisches Aluminium gewonnen werden kann. Mit der zunehmenden Globalisierung wurde die Förderung Mitte des 20. Jahrhunderts aber unrentabel und in der Folge eingestellt.

## Geschichte
Die Verteidigungsmöglichkeiten von Les Baux führten zu einer frühen Besiedlung. Spuren von Bewohnern lassen sich auf ca. 6000 v. Chr. datieren. 1993 wurde Keramik ausgegraben, die belegt, dass der Felsen auch während der Bronzezeit besiedelt war. Bei den Kelto-Ligurern wurde das Felsplateau mit ausgezeichneter Sicht über die sich nach Süden erstreckende Ebene als Fort oder Oppidum bis ca. 200 v. Chr. genutzt.
Im Mittelalter war Les Baux das befestigte Zentrum einer mächtigen Feudaldynastie, die über 79 Orte in der Umgebung herrschte. Das Fürstenhaus Les Baux leitete seine Herkunft von einem der Heiligen Drei Könige, Balthasar, ab und führte deshalb den Stern von Bethlehem in seinem Wappen. In der Folge entwickelte sich der Ort zu einer Hochburg der Minnekunst. Der Höhepunkt des höfischen Lebens wurde im 12. und 13. Jh. erreicht, als das Rittertum bis zum Exzess kultiviert wurde und Troubadoure von weit her nach Les Baux kamen. 1426 starb das Geschlecht mit der letzten Prinzessin Alix des Baux aus und Les Baux gelangte in den Besitz des Ludwig III. d’Anjou, Graf der Provence.
Unter der Herrschaft der Familie Manville geriet Les Baux gemeinsam mit der Provence unter die Kontrolle der französischen Krone. Der Ort wurde ein Zentrum der Hugenotten. Im Zeitalter der Religionskriege schuf eine misslungene Revolte auf Seiten des Herzogs von Orléans gegen König Ludwig XIII. für Kardinal Richelieu den Vorwand, 1632 die Burg zu belagern und 1633 durch die Bewohner der Stadt schleifen zu lassen.
Nach dem Einsatz auf der Seite Frankreichs gegen Spanien konfiszierte Spanien Gebiete der Familie Grimaldi. Durch den am 8. Juli 1641 geschlossenen Vertrag von Péronne, der jede französische Einmischung in Regierung oder Justiz Monacos ausschloss, erhielt die Familie Grimaldi dafür als Ausgleich vier Lehen in Frankreich, darunter Les Baux, aus dem die Grimaldis zuvor die Spanier vertrieben hatten. Zugleich wurde Les Baux zum Marquisat erhoben. Als einfaches Hirtendorf wurde Les Baux 1791 während der Französischen Revolution gegen eine finanzielle Entschädigung an Frankreich angeschlossen. Den Titel Comtes des Baux („Grafen von Les Baux“) tragen die Grimaldi bis heute.

## Mythologie
Das Landschaftsbild um Les Baux unterscheidet sich durch die sehr zahlreichen Steine und Felsen sehr augenfällig von der übrigen Provence. Dieses Phänomen inspirierte die alten Griechen zu der Erklärung, dass Herakles auf dem Rückweg von seiner zehnten Arbeit für Eurystheus in Spanien, wo er die Herde der Geryon erbeutet hatte, in Les Baux von den Ureinwohnern der Provence, den Ligurern, angegriffen worden sei. Diese hätten ihm die Herde rauben wollen, und Herakles sei hilflos gewesen, da ihm die Pfeile ausgegangen wären. Da sei ihm Zeus zu Hilfe gekommen und habe einen Steinhagel auf die Ligurer niedergehen lassen, und auch Herakles habe sie mit Steinen bombardiert. So sei die heutige Form dieser Landschaft entstanden.

## Sehenswürdigkeiten

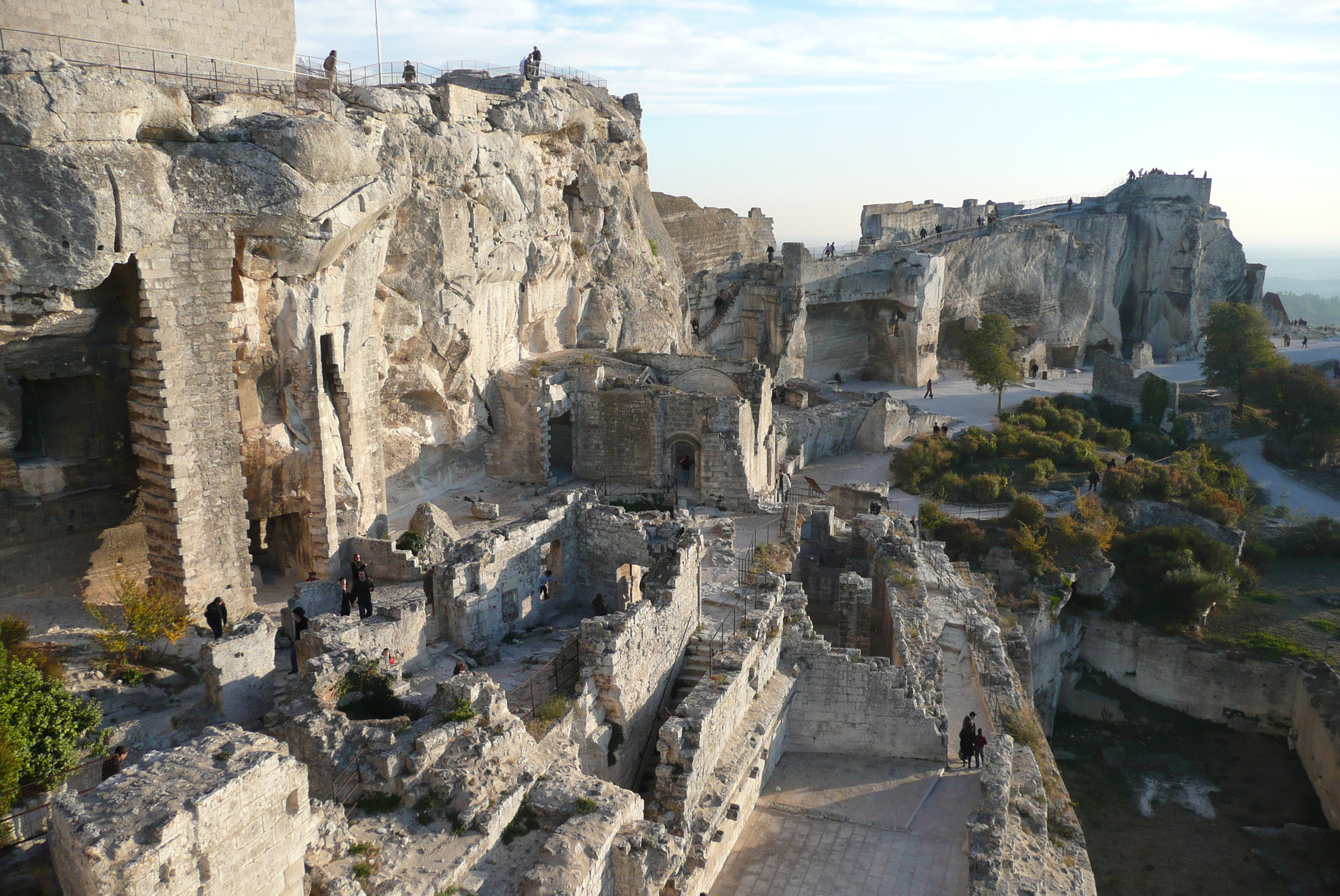
Burg

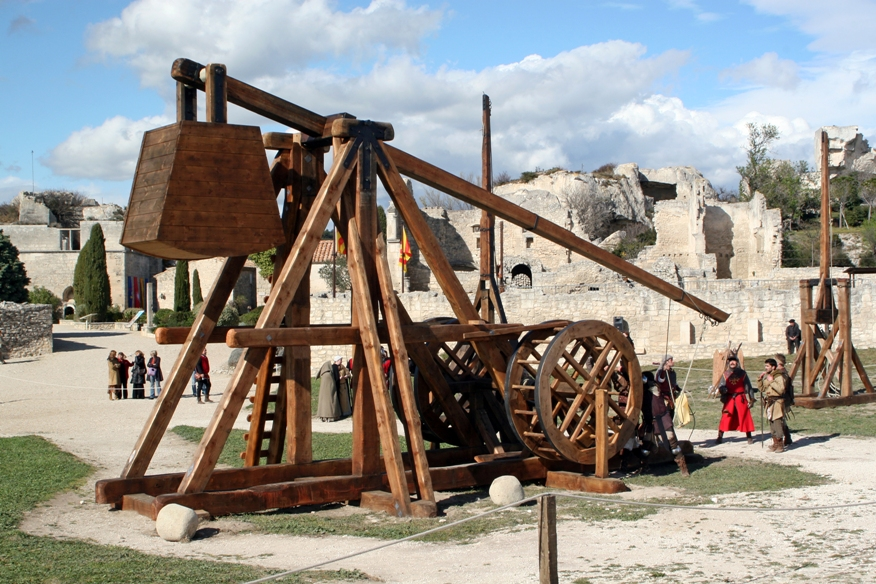
Katapult

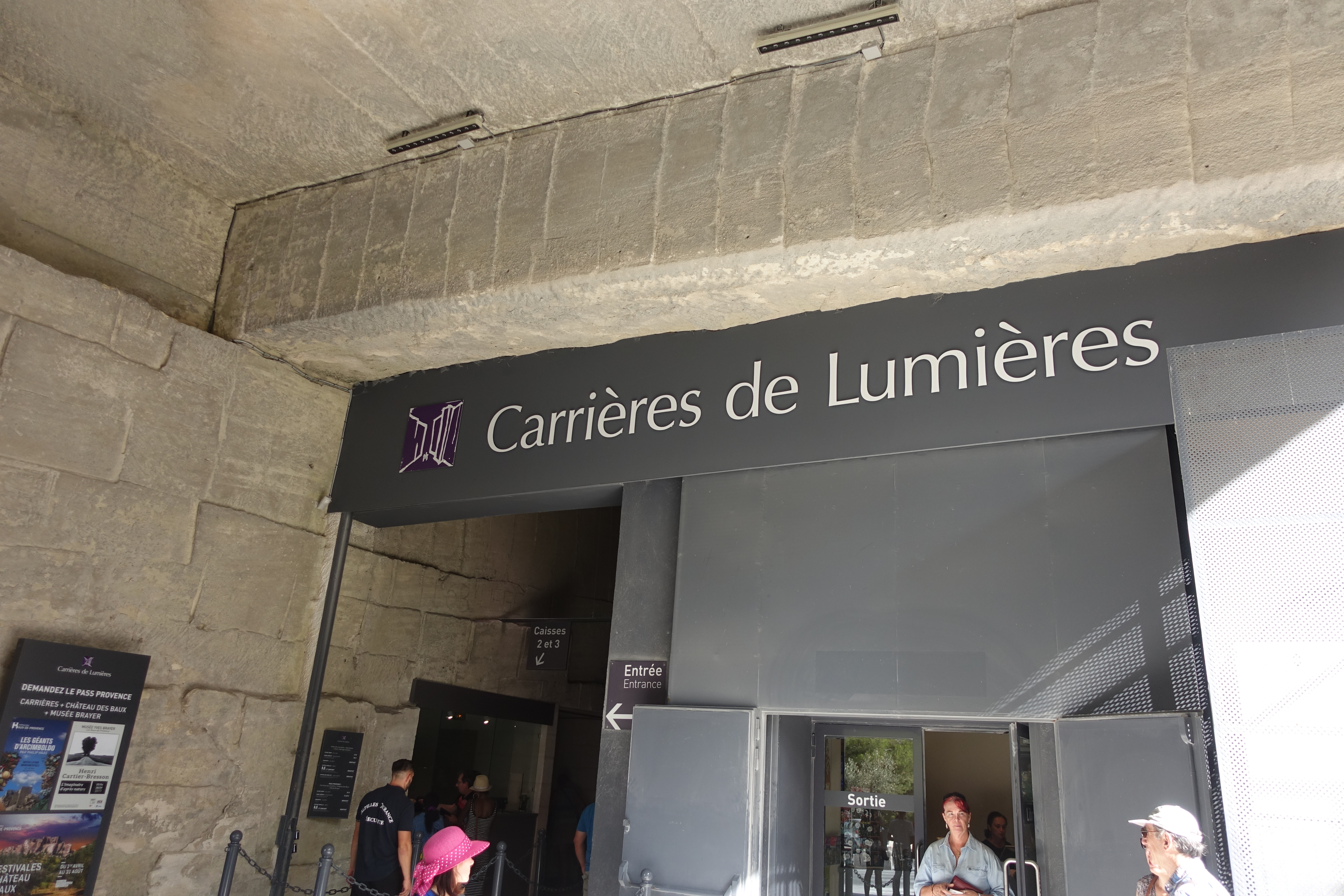
Zugang Carrières de Lumières (2017)

- Die Burg Château des Baux mit ihrer Befestigungsmauer.
- Das Museum Musée des Santons befindet sich im Gebäude der alten Wache aus dem 16. Jh. und zeigt eine prachtvolle Krippenfigurensammlung aus dem 17. Jahrhundert.
- Das Museum Musée du château des Baux befindet sich im alten Gebäude Hôtel de la tour de Brau aus dem 15. Jh. und dokumentiert die Geschichte des Ortes.
- Funktionstüchtige Reproduktionen antiker Kriegsgeräte: Bliden, ein Katapult und ein Rammbock.
- die Pfarrkirche St-Vincent
- Die alte Kapelle Sainte-Catherine aus dem 11. Jahrhundert.
- Die romanische Kapelle Saint-Blaise.
- Das Hôtel de Manville aus dem Jahre 1571 wird seit 1960 als Gemeindehaus genutzt, enthält aber auch ein gehobenes Restaurant und einen Raum für Wanderausstellungen.
- Das Burgtor Porte Eyguières diente früher der Wasserzufuhr und war der einzige fuhrwerktaugliche Zugang.
- Das Hôtel des Porcelets mit seiner eleganten Fassade aus dem 16. Jh. beherbergt heute das Museum der Werke des Malers Yves-Brayer.
- Das Fenster Post Tenebras Lux
- Der Pavillon de la Reine Jeanne
- Carrières de Lumières, bis 2012 auch Cathédrale d’Images genannt, nutzt das ehemalige Kalkbergwerk von Les Baux-de-Provence für Multimedia-Shows und Kunstinstallationen.[7][8]